# La Bastide aux chagrins
 (mars 2017).
Si vous disposez d'ouvrages ou d'articles de référence ou si vous connaissez des sites web de qualité traitant du thème abordé ici, merci de compléter l'article en donnant les références utiles à sa vérifiabilité et en les liant à la section « Notes et références ».
La Bastide aux chagrins est un roman de Jean-Paul Malaval publié en 2015.

## Résumé
En 1964 vers Lisle (Dordogne), de retour de 3 ans de guerre d'Algérie, David est à la bastide parentale. Son frère François doit reprendre les vignes. David part définitivement. Son oncle Hadrien l'embauche. En 1919 à la bastide, à la suite de la guerre, Stéphane refuse d'y travailler. Il devient chauffeur d'un patron à Albi. Et reconquiert son ex, Elvire. En 1964 Hadrien dit à David qu'Elvire a épousé son frère Armand en son absence. En 1919 Elvire a Hadrien. Chacun sait que c'est de Stéphane mais Armand le reconnaît puis engrosse Elvire qui se tue. En 1944 Stéphane est résistant et tué par la milice à la bastide. David s'identifie à lui.